# Cernex
Cernex (se prononce Cerné) est une commune française située dans le département de la Haute-Savoie, en région Auvergne-Rhône-Alpes.

## Géographie
Cernex est située à six kilomètres au nord-ouest de Cruseilles. Les nombreux hameaux qui la constituent se dispersent sur les collines des deux rives du Nant trouble, sur le versant méridional de la montagne de Sion.

## Urbanisme

### Typologie
Au 1er janvier 2024, Cernex est catégorisée commune rurale à habitat dispersé, selon la nouvelle grille communale de densité à sept niveaux définie par l'Insee en 2022.
Elle est située hors unité urbaine. Par ailleurs la commune fait partie de l'aire d'attraction de Genève - Annemasse (partie française), dont elle est une commune de la couronne,. Cette aire, qui regroupe 158 communes, est catégorisée dans les aires de 700 000 habitants ou plus (hors Paris),.

### Occupation des sols
L'occupation des sols de la commune, telle qu'elle ressort de la base de données européenne d’occupation biophysique des sols Corine Land Cover (CLC), est marquée par l'importance des territoires agricoles (73 % en 2018), en diminution par rapport à 1990 (75,7 %). La répartition détaillée en 2018 est la suivante : 
prairies (34,2 %), terres arables (24,7 %), forêts (23 %), zones agricoles hétérogènes (14,1 %), zones urbanisées (4 %).
L'IGN met par ailleurs à disposition un outil en ligne permettant de comparer l’évolution dans le temps de l’occupation des sols de la commune (ou de territoires à des échelles différentes). Plusieurs époques sont accessibles sous forme de cartes ou photos aériennes : la carte de Cassini (XVIIIe siècle), la carte d'état-major (1820-1866) et la période actuelle (1950 à aujourd'hui).

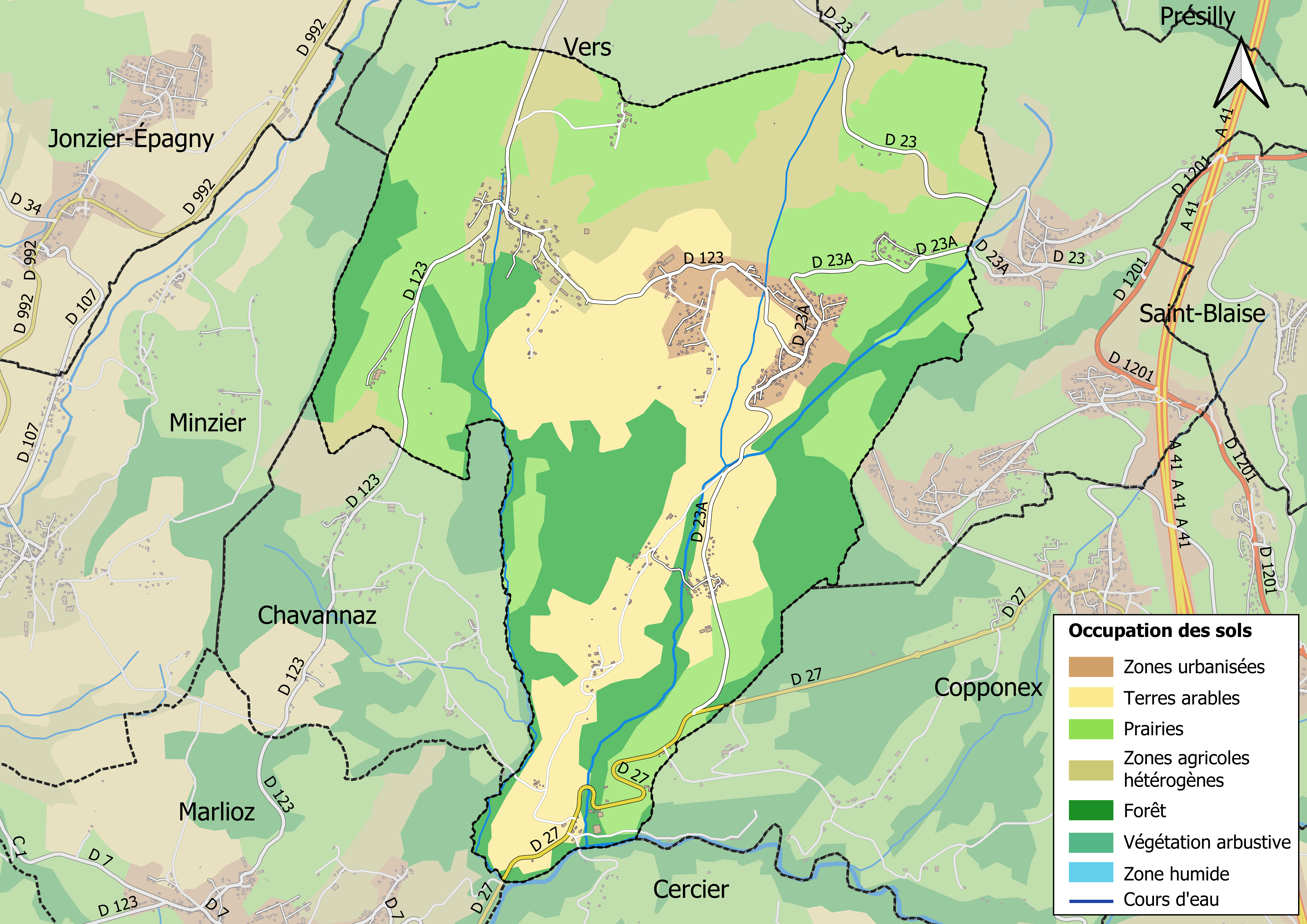
Carte des infrastructures et de l'occupation des sols en 2018 (CLC) de la commune.
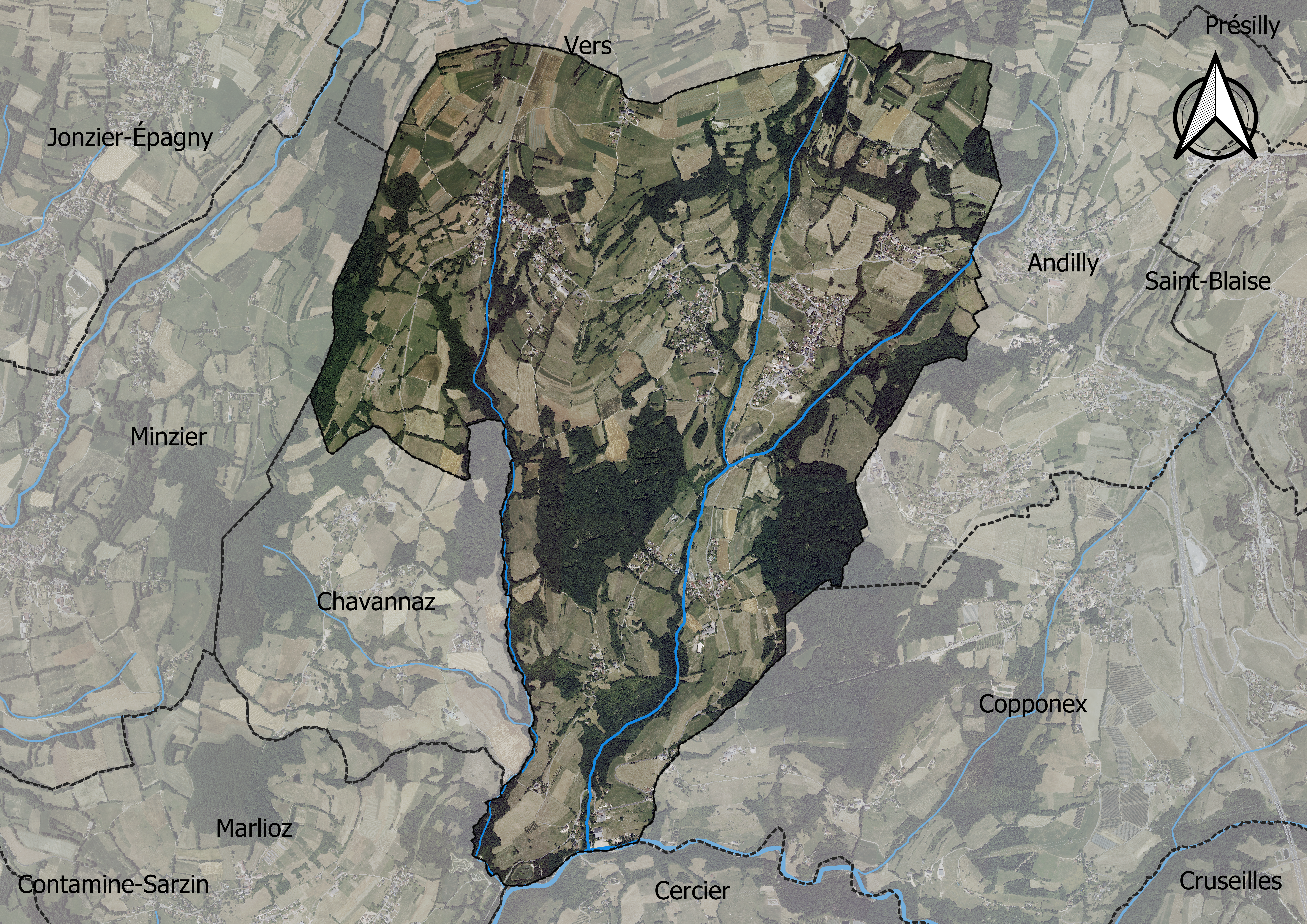
Carte orthophotogrammétrique de la commune.

## Toponymie
En francoprovençal, le nom de la commune s'écrit Sarné, selon la graphie de Conflans.

## Histoire
Le hameau de Verlioz possède des traces de présence romaine.
La première mention de Cernex date de 1208 dans un acte de donation d'Amédée Posey à l'église de Genève.
La seigneurie de Cernex appartient dès le début du Moyen Âge à la famille de Lucinge.
En 1478, les Mandalla, nouveaux propriétaires du château, deviennent les seigneurs de la Croix et de Cernex.
Vers 1643, la seigneurie de Cernex passe aux mains du prince Thomas de Savoie-Carignan, puis à la famille génoise des Costa, qui deviendront les Costa de Beauregard.
Vers 1646 est érigée l'église consacrée à saint Martin.
Au XVIIIe siècle, le château appartient à Joseph Barthélemy Alexis Costa de Beauregard.
Le 17 novembre 1927, un avion trimoteur Junkers G 23 fait un atterrissage sur un terrain accidenté. Les 6 passagers et les 2 pilotes sont sains et saufs, mais l'appareil est abîmé.

## Politique et administration

### Situation administrative
La commune de Cernex appartient, depuis 2015, au canton de La Roche-sur-Foron, qui compte selon le redécoupage cantonal de 2014 27 communes. Elle appartenait auparavant au canton de Cruseilles.
La commune est membre, avec douze autres, de la communauté de communes du Pays de Cruseilles.

### Liste des maires

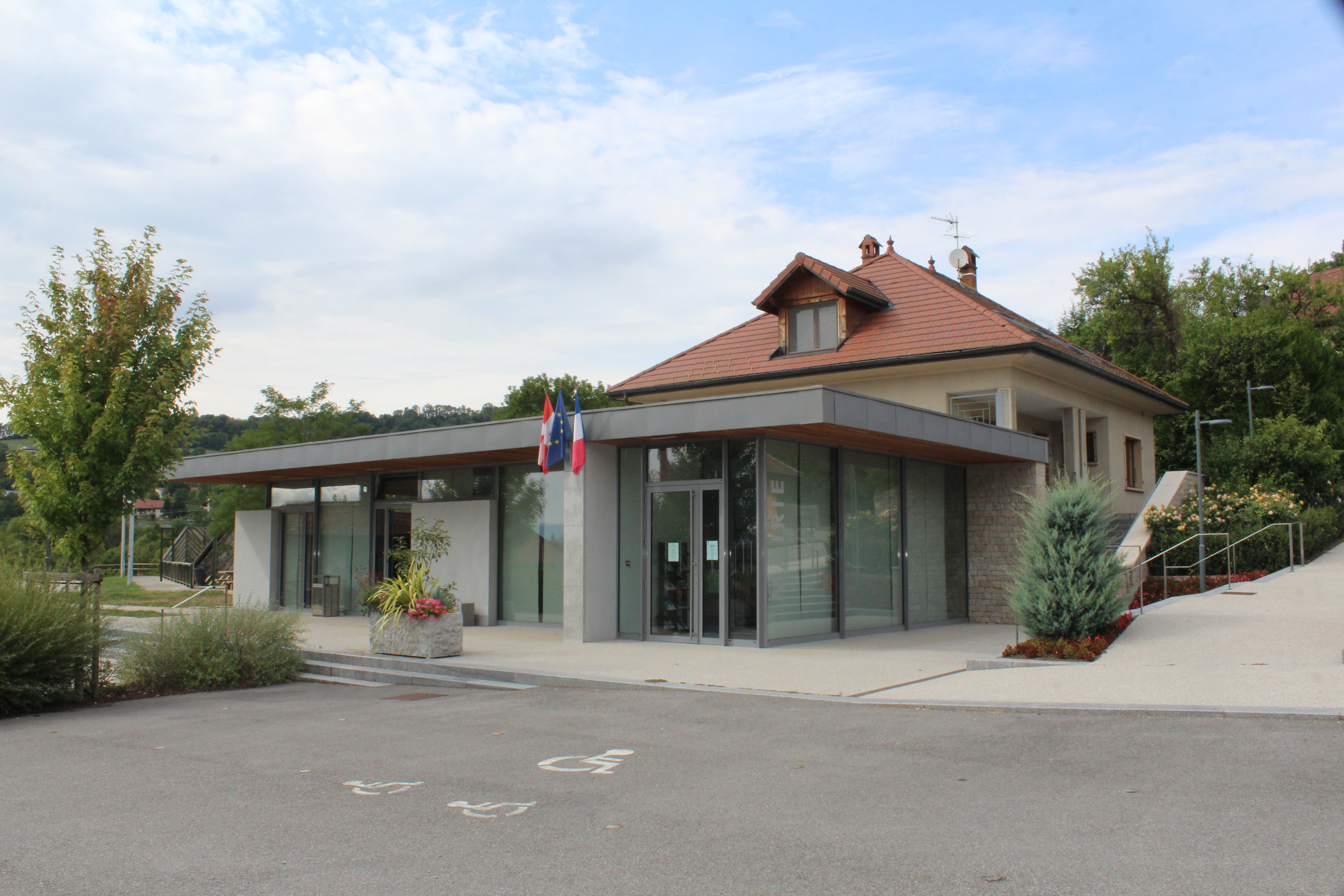
Mairie.

| Période                                  | Période        | Identité           | Étiquette | Qualité |
| ---------------------------------------- | -------------- | ------------------ | --------- | --- |
| Les données manquantes sont à compléter. |                |                    |           | |
| mai 1908                                 | décembre 1919  | François Dusonchet |           | |
| décembre 1919                            | mai 1925       | Paul Philippe      |           | |
| mai 1925                                 | avril 1937     | Edouard Charrière  |           | |
| Avril 1937                               | mai 1959       | Adolphe Saxod      |           | |
| Mai 1959                                 | Septembre 1967 | Léon Philippe      |           | |
| septembre 1967                           | mars 1983      | Raymond Charrière  |           | |
| mars 1983                                | mars 2008      | Georges Megevand   | UMP       | Délégué du syndicat mixte d’eau et d’assainissement, vice-président de la communauté de communes du pays de Cruseilles membre du syndicat mixte du lac d’Annecy. |
| mars 2008                                | mars 2014      | Josiane Charrière  |           | |
| mars 2014                                | avril 2018     | Jean-Louis Felfli  |           | |
| juin 2018                                | mai 2020       | Vincent Tissot     |           | |
| mai 2020                                 | en cours       | Vincent Tissot     |           | |

## Démographie
Ses habitants sont appelés les Cernexiens.
L'évolution du nombre d'habitants est connue à travers les recensements de la population effectués dans la commune depuis 1793. Pour les communes de moins de 10 000 habitants, une enquête de recensement portant sur toute la population est réalisée tous les cinq ans, les populations de référence des années intermédiaires étant quant à elles estimées par interpolation ou extrapolation. Pour la commune, le premier recensement exhaustif entrant dans le cadre du nouveau dispositif a été réalisé en 2004.

En 2022, la commune comptait 1 163 habitants, en évolution de +17,83 % par rapport à 2016 (Haute-Savoie : +6,01 %, France hors Mayotte : +2,11 %).
| 1793 | 1800 | 1806 | 1822 | 1838 | 1848 | 1858 | 1861 | 1866 |
| ---- | ---- | ---- | ---- | ---- | ---- | ---- | ---- | ---- |
| 551  | 641  | 652  | 796  | 874  | 934  | 796  | 911  | 800  |

| 1872 | 1876 | 1881 | 1886 | 1891 | 1896 | 1901 | 1906 | 1911 |
| ---- | ---- | ---- | ---- | ---- | ---- | ---- | ---- | ---- |
| 778  | 773  | 757  | 743  | 704  | 681  | 708  | 671  | 607  |

| 1921 | 1926 | 1931 | 1936 | 1946 | 1954 | 1962 | 1968 | 1975 |
| ---- | ---- | ---- | ---- | ---- | ---- | ---- | ---- | ---- |
| 558  | 558  | 508  | 521  | 509  | 419  | 389  | 331  | 361  |

| 1982 | 1990 | 1999 | 2004 | 2006 | 2009 | 2014 | 2019  | 2022  |
| ---- | ---- | ---- | ---- | ---- | ---- | ---- | ----- | ----- |
| 422  | 507  | 698  | 804  | 881  | 876  | 965  | 1 055 | 1 163 |

## Culture et patrimoine

### Lieux et monuments
La commune ne compte aucun monument ou lieu répertorié à l'inventaire des monuments historiques ou à l'inventaire général du patrimoine culturel. Elle compte cependant deux objets « classés » à l'inventaire des monuments historiques et cinq objets répertoriés à l'inventaire général du patrimoine culturel.
On peut toutefois citer le château de Cernex, ancienne résidence de la famille Le Blanc dite de Cernex, à la suite d'un mariage au XIXe siècle, et l'église Saint-Martin, édifiée au XVIe siècle dans un style gothique, remaniée en 1840,.

### Personnalités liées à la commune
- Georges Mégevand, maire de 2001 à 2008, chevalier de l'ordre du Mérite[25].

### Héraldique
| Armes de Cernex | Les armes de Cernex se blasonnent ainsi : D'or à la barre d'azur cotayée de deux cotices de gueules. |